# Pluduno
Pluduno är en kommun i departementet Côtes-d'Armor i regionen Bretagne i nordvästra Frankrike. Kommunen ligger i kantonen Plancoët som tillhör arrondissementet Dinan. År 2022 hade Pluduno 2 205 invånare.

## Befolkningsutveckling
Antalet invånare i kommunen Pluduno
Referens:INSEE